# Río Almanzora
El río Almanzora es un río del sur de la península ibérica que discurre íntegramente por la provincia de Almería, España.
Con 110 km de longitud y una cuenca de 2611 km², el río Almanzora es uno de los principales ríos de las cuencas mediterráneas de Andalucía, siendo el segundo de mayor longitud y cuenca tras el río Guadalhorce. 

## Historia
Históricamente ha sido una zona de paso tradicional utilizada por diversas culturas hacia el interior de la península ibérica. Su actual nombre lo toma de la población almeriense al-Mansura, actual Almanzora.
Durante el periodo romano era llamado Surbo, derivación de flumen superbum o río soberbio por sus terribles crecidas. Permanece seco en la mayor parte de su recorrido, excepto durante lluvias torrenciales o inviernos muy lluviosos. Durante toda su historia son famosas las destructivas avenidas de este río, la última gran riada sucedió en octubre de 1973.

## Curso
El Almanzora nace en la sierra de Carrasco (Sierra de los Filabres), entre el peñón del Alpargatero y el cerro de La Bañica, en el término municipal de Alcóntar. La cabecera del río, más conocida como río del Saúco, recoge las aguas de los barrancos Medianega, Peñón Rojo, Cruz y Pajares, discurriendo en dirección norte hasta su confluencia con la rambla de la Amarguilla. A partir de este punto el río gira en dirección este y toma el nombre de río de Alcóntar hasta la vega de Serón, donde ya prevalece el nombre de Almanzora hasta su desembocadura en el mar Mediterráneo junto a la población de Villaricos, en el término municipal de Cuevas del Almanzora. 

## Afluentes
- El Almanzora tiene una treintena de afluentes, en su mayor parte ramblas.

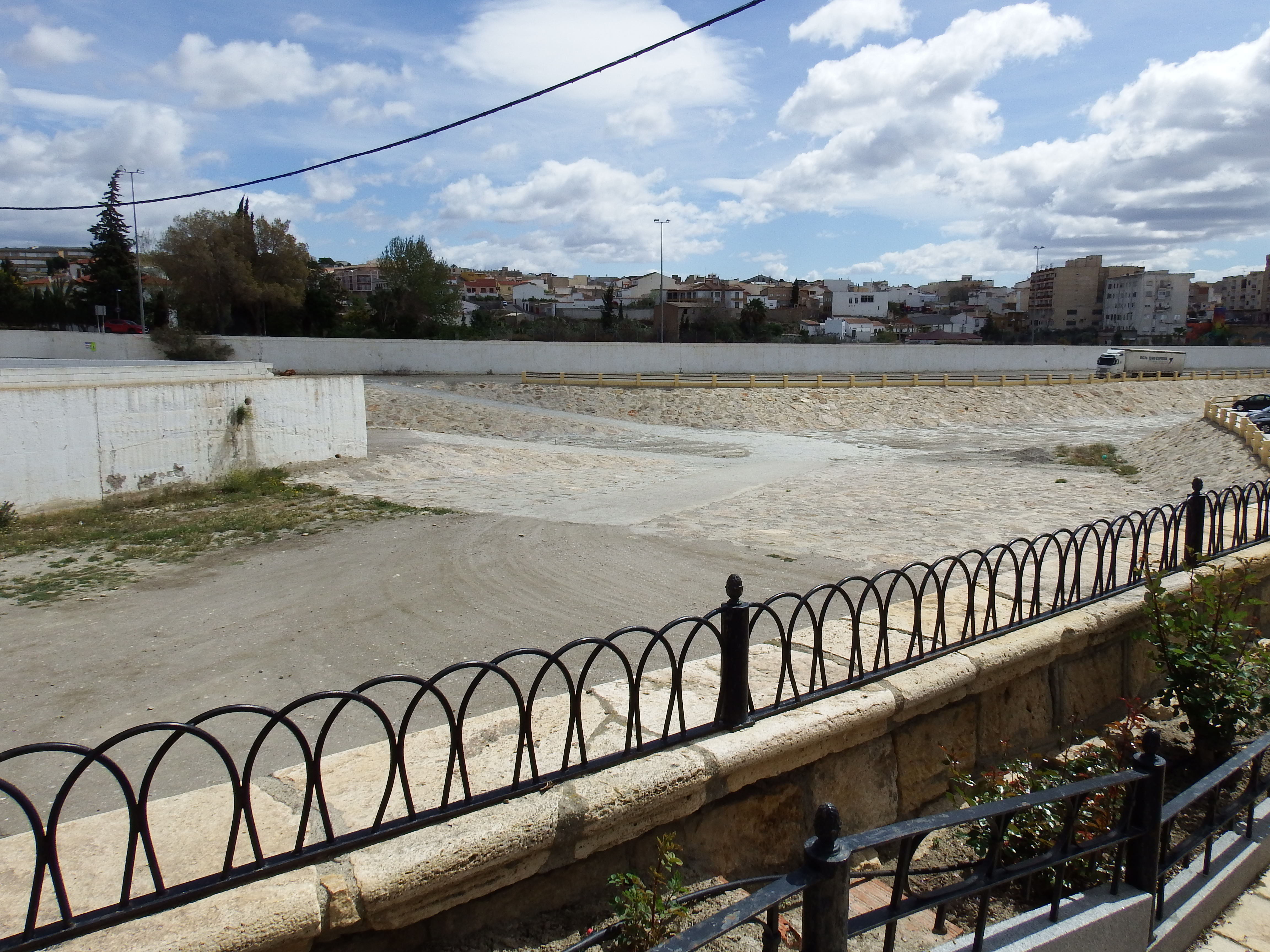
Rambla de Albox, afluente del Almanzora

- Vertiente Sur :
  - Río de Alcóntar
  - Río de las Herrerías
  - Río Bacares
  - Río Sierro
  - Río Laroya
  - Rambla de las Arcas
  - Río Albanchez
  - Rambla del Aceituno
  - Río Bolonor

- Vertiente Norte:

- - Rambla del Ramil
  - Rambla de la Jauca
  - Rambla del Higueral
  - Rambla de Lúcar
  - Rambla de Hueta
  - Rambla del Cañico
  - Rambla de Albox
  - Rambla de la Hortichuela
  - Rambla Honda
  - Rambla Almajalejo
  - Rambla Canalejas
  - Río Tíjola